# Hoanon
Hoanon (starogrško ξόανον; iz glagola ξέειν, xeein, dob. »rezljati, strgati [les]«) je bila antična lesena kultna podoba v antični Grčiji. Klasični Grki so take kultne predmete, prepovedane podobe ali kipe povezovali z legendarnim Dedalom. V zgodovini so bile številne ohranjene, a nobena do danes, razen če je bila njihova podoba vklesana v kamen ali marmor. V 2. stoletju n. št. je Pavzanij opisal veliko kipcev v svojem  Vodiču po Grčiji, predvsem podobo Here v templju na Samosu. "Kip Here s Samosa, kot pravi Aetlij, je bil najprej lesena palica, v času vladanja Proklesa pa je dobil človeško obliko."  Pavzanij v svojem delu nikoli ne omenja, da bi videl hoanon smrtnika.

## Različice
Nekatere vrste arhaičnega hoanona so bile iz marmorja, na primer s stebri, kot je Hera s Samosa (muzej Louvre), ploščati, kot je Hera z Delosa ali arhaični kipi kot kurosi, ki bi lahko predstavljali Apolona.
Kultni kip, pri katerem so obraz, roke in noge izklesani iz marmorja, preostali deli telesa pa iz lesa, se imenuje akrolit. Lesen del je bil običajno prekrit s tekstilom ali zlatimi lističi.

## Les in tekstil
Po Strabonu je bil hoanon morda izrezljan tudi iz slonovine.  Pavzanij vedno uporablja hoanon v njegovem najboljšem, strogem  pomenu kot leseno podobo. V Korintu je ugotovil, da je "svetišče Atene Kalinitis ob gledališču in v bližini je gol hoanon Herakleja, ki naj bi bil Dedalov. Vsa dela tega umetnika, čeprav nekoliko groba na pogled, imajo pridih božanskega" (Opis, 2.4.5).

Od Dedalovih del sta dve v Beociji, Heraklej v Tebah in Trofonij v Lebadeji. Še dve sta na Kreti, Britomartis v Oluntu in Atena na Knososu ... Na Delosu je majhen hoanon Afrodite, njena desna roka je poškodovana in namesto nog je spodnji del kvadrat. »Prepričan sem, da je Ariadna dobila to podobo od Dedala.«
– Pavzanij, 9.40.3
Podobne hoanone so Grki pripisovali Dedalovemu sodobniku, prav tako legendarnemu Smilisu. Taki kipi so pogosto oblečeni v tkanino, kot je bil peplos, v katero so v zgodovinskih časih slavnostno oblekli Ateno na Akropoli v Atenah.
Les, iz katerega je bil izklesan hoanon, je bil pogosto simbolično les oljke , hruške, navadne konopljike (Vitex agnus-castus), hrasta , vsi so izrecno navedeni.
V Atenah, v Erehtejonu, se je ohranila stara podoba Atene iz oljke (Paladij). Atenci so verjeli, da je padla na zemljo z nebes kot darilo Atenam; še v 2. stoletju n. št. so jo poznali. Na otoku Ikarija so častili rustikalen kos lesa v podobi Artemide. Ovid v Metamorfozah (10.693ff) opisuje, kako je v Kibelini jami videl številne lesene podobe.

## Kopije častitljivih podob
Tako arhaično leseno podobo boginje Tavride sta ukradla Ifigenija in Orest v Ifigeniji pri Tavrijcih (vrstice 1359-59). Pomen hoanona v lokalnih kultih je bil tolikšen, da so izdelovali natančne kopije, ko so ustanavljali kolonije, in jih s kolonisti pošiljali iz matičnega mesta.
Strabon (4.1) piše, da so metropolo Massilia (sodobni Marseille) ustanovili Fokejci. Njihovo čaščenje Artemide iz Efeza je bilo prenesen v kolonijo, utemeljeno na mitu iz sanj, in umetniška zasnova kultne podobe, Strabon uporablja izraz diateza (grško διάθεσις diathesis), je bila ponovno izvožena v podkolonije Massilie, "kjer so obdržali tako diatezo hoanona in tudi vse drugo kot v matičnem mestu". 
Podobno utrjene kulturne vezi so bile med fokejsko kolonijo Massilia in fokejsko skupnostjo v Rimu: »Med drugim so Rimljani posvetili hoanon Artemidi na Aventinu tako, da so vzeli isti model iz Massilie« (Strabon, 4.1.5). Kultno podobo Gospe iz Efeza, to je Artemide po grško, so v Rimu poistovetili z Diano. Njen marmorni kip se je ohranil.